# HSPA4
Белок теплового шока 4 — белок, кодируемый у человека геном HSPA4. Молекулярный вес — 70 кДа.
Белок, кодируемый этим геном, первоначально относили к семейству Hsp70. Однако, в настоящее время известно, что HSPA4 человека является эквивалентом белка APG-2 мыши и членом семейства Hsp110.

## Взаимодействия
HSPA4, как было выявлено, взаимодействует с HDAC1, STUB1, гистондеацетилазой 2, TTC1, NQO1,HSF1, HSPBP1, APAF1 и DNAJB1.